# Crannógs im Lough Gara

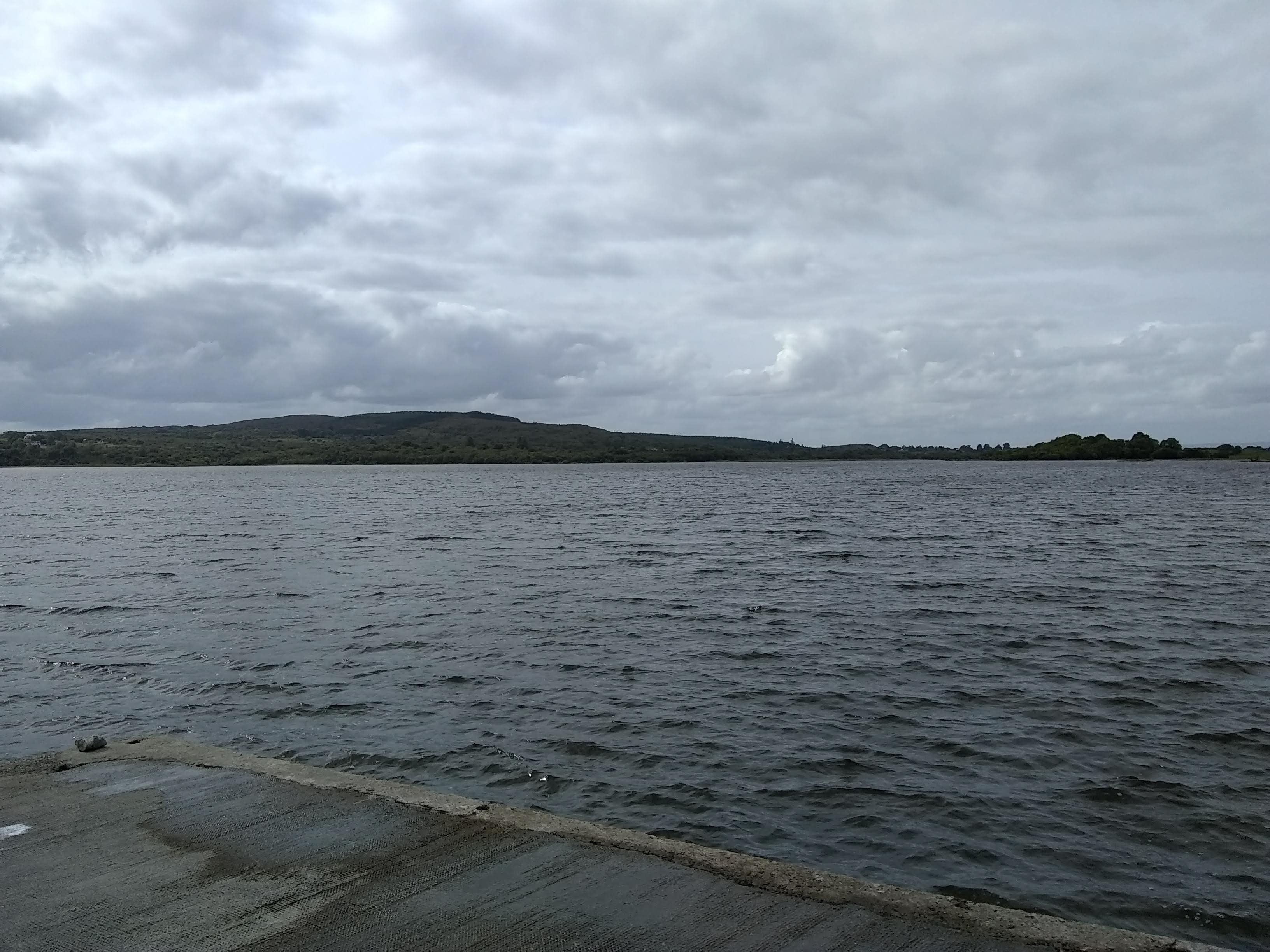
Lough Gara

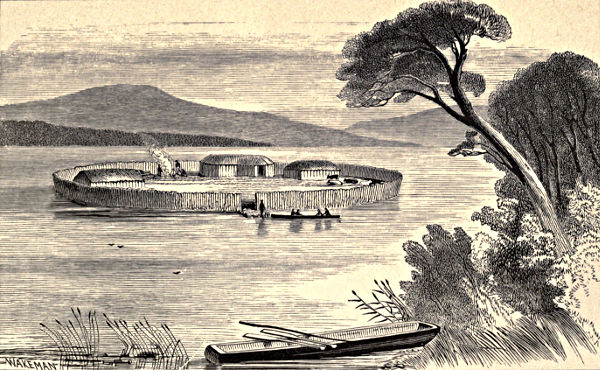
Schemarekonstruktion eines Crannógs

Die Crannógs im Lough Gara wurden 1952 bei Niedrigwasser entdeckt. Der Lough Gara (irisch Loch Uí Ghadhra – früher Loch Techet genannt) liegt bei Monasteraden, etwa acht Kilometer südöstlich von Gorteen, am Ostrand des County Sligo in Irland. Die O’Garas, die sich seit dem 13. Jahrhundert im Besitz des Coolavin-Bezirks befanden, benannten den See in „Loch Uí Ghadhra“ um. Die erste urkundliche Erwähnung stammt von 1285.
Er ist bekannt für seine hohe Anzahl von Crannógs. Die Schätzungen liegen zwischen 145 und 369. Einige Crannógs im Lough Gara wurden ausgegraben. Auf einem wurden Armbänder aus massivem Zinn gefunden, dies war in der Bronzezeit eine wertvolles Metall. Die Crannógs im Lough Gara stammen aus der späten Bronzezeit bis zur frühen Eisenzeit. In Irland wurden Crannógs teilweise bis ins Mittelalter genutzt.
Am Grund des Sees wurden die Reste von 31 Einbäumen gefunden, die für den Zugang zu den Crannógs verwendet wurden. Als die Holzboote ausrangiert wurden, fanden sie den Weg in das Material, aus dem die Crannógs aufgebaut wurden.
Ein Beleg für die Aktivitäten der Eisenzeit ist die Entdeckung der Moorleiche einer Frau im Alter von 25 Jahren, die 1959 neben dem See im Townland Derrymaquirk im County Roscommon gefunden wurde. Der Körper wurde mit der Radiokarbonmethode zwischen 750 und 200 v. Chr., in die Eisenzeit datiert. Die skelettierte Frau wurde mit den Knochensplittern eines Säuglings in der Nähe ihres Körpers auf dem Rücken liegend gefunden. Im Grab wurden auch Holzstücke und Tierknochen gefunden. Es wird vermutet, dass sie förmlich begraben wurde. Ein weiterer Beleg für die Aktivitäten der Eisenzeit ist ein La-Tene-Schwert, das im Townland Cashel nördlich des Sees gefunden wurde.